# Antirreligión
La antirreligión es la oposición a la religión. Puede tratarse de un sentimiento negativo hacia religiones organizadas convencionales o extenderse hasta incluir cualquier forma de creencia en algo sobrenatural o divino.
La antirreligión se distingue del ateísmo (la ausencia de la creencia en dioses), del antiteísmo (la oposición a la creencia en dioses) y del anticlericalismo (la oposición a la influencia de las religiones organizadas en la política y en la sociedad), aunque una misma persona puede entrar en más de una categoría.

## Organizaciones antirreligiosas
- Rational Response Squad (Brigada de respuesta racional), grupo de antiteístas americanos y lobby ateo.
- Sociedad de los Sin Dios, organización de voluntarios antirreligiosos soviéticos entre 1925 y 1947.